# Elektronický hledáček

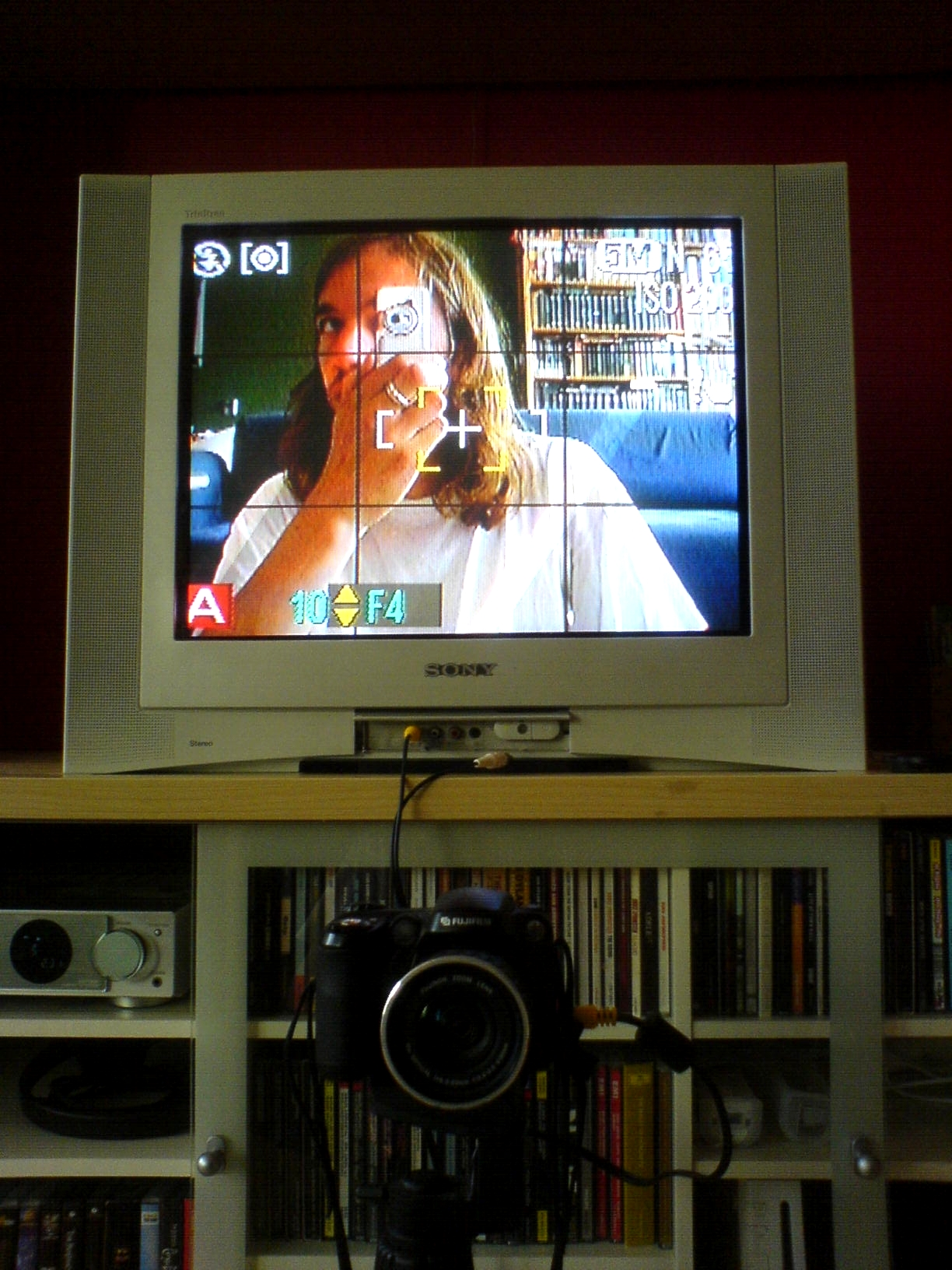
Příklad elektronického hledáčku s nastavením fotoaparátu

Elektronický hledáček nebo EVF ( anglicky Electronic viewfinder) je způsob zobrazení snímaného obrazu do hledáčku fotoaparátu. Pro obsluhu není promítán přímo přes optické členy, ale zprostředkovaně, kdy je obraz snímaný čipem a zobrazen na malém LCD monitoru v hledáčku. Přenos obrazu z objektivu do hledáčku fotoaparátu nebo digitální kamery je tedy elektronický. Na displeji je možno zobrazit také nastavení fotoaparátu.
Tato vlastnost je u digitálních fotoaparátů označena jako EVF.

## Nepravá zrcadlovka
Výraz EVF se hovorově používá i pro označení tzv. nepravých digitálních zrcadlovek. 
Označení je původně marketingové (mělo naznačit, že fotoaparáty poskytují stejnou kvalitu obrazu a komfort jako zrcadlovky i když se v principu jedná o kompaktní aparát). Za objektivem nepravé zrcadlovky je přímo snímací čip, jehož obraz je přenášen do miniaturního displeje v hledáčku. To řeší problém paralaxy a použití předsádkových čoček. Nevýhodou je rozlišení displeje a pomalé obnovování obrazu. I když to v principu možné je, obvykle nemají nepravé zrcadlovky výměnné objektivy.